# Gran Premio di Spagna 1981
Il Gran Premio di Spagna 1981 è stata la settima prova della stagione 1981 del Campionato mondiale di Formula 1. Si è corsa domenica 21 giugno 1981 sul Circuito Permanente del Jarama, vicino a Madrid. La gara è stata vinta dal canadese Gilles Villeneuve, su Ferrari; per il vincitore si trattò del sesto, e ultimo, successo nel mondiale. Ha preceduto sul traguardo il francese Jacques Laffite su Ligier-Matra e il britannico John Watson su McLaren-Ford Cosworth.

## Vigilia

### Sviluppi futuri
La FOCA annunciò la prima bozza del calendario per la stagione 1982. Il campionato sarebbe partito il 24 gennaio in Sudafrica e si sarebbe concluso, dopo 16 gare, a Las Vegas il 3 ottobre. Il Gran Premio del Belgio sarebbe tornato sul Circuito di Spa-Francorchamps, mentre le gare in Austria e Spagna erano sub judice, in vista dei lavori necessari di adeguamento dei circuiti. La gara di San Marino (prevista a Imola o al Mugello) e una gara da tenere sul circuito di Digione (come Gran Premio di Svizzera) erano le gare di riserva. La novità del calendario era una gara su un tracciato cittadino a Detroit.
La Goodyear, che si era ritirata a fine stagione 1980, per l'incertezza che regnava in merito al campionato di Formula 1, annunciò la sua volontà di rientrare nel circus dal successivo Gran Premio di Francia, equipaggiando Brabham e Williams. Tale decisione portò la Michelin (che di fatto aveva rifornito le coperture a tutte le scuderie, tranne Toleman, e per una gara anche la Fittipaldi), a annunciare la sua volontà di limitare il suo impegno a un numero limitato di team, in pratica le quattro case "ufficiali" Ferrari, Renault, Alfa Romeo e Talbot-Ligier. La casa francese, agli altri team, avrebbe fornito solo un numero limitato di gomme. Ciò permetteva però anche alla Pirelli di aumentare il numero di scuderie sue clienti.

### Aspetti tecnici
La Fittipaldi abbandonò l'uso degli pneunamtici Avon e ripassò nuovamente alla Michelin. Ora solo la Toleman non era gommata dalle coperture francesi, ma rifornita dalla Pirelli. La Renault impiegò sia per Prost che per Arnoux il modello RE30.

### Aspetti sportivi
In una prima lista di 30 iscritti l'argentino Ricardo Zunino prendeva il posto di Marc Surer all'Ensign, mentre il cileno Eliseo Salazar, della March, era iscritto come prima riserva. Non era invece inserito lo spagnolo Emilio de Villota, che avrebbe dovuto affrontare la gara con una Williams privata dell'Equipe Banco Occidental. Il Patto della Concordia fissava in 30 il numero di vetture che potevano essere iscritte a un gran premio: 12 su richiesta della FISA e 18 della FOCA. La scuderia privata di de Villota non faceva parte di nessuno dei due schieramenti. De Villota allora venne avvicinato dalla Fittipaldi (la cui presenza al gran premio era però in dubbio, viste le difficoltà economiche della scuderia brasiliana) e dall'Ensign. Quest'ultima però, che aveva appiedato Marc Surer, e iscritto al suo posto Zunino, chiedeva un pagamento per poter correre, troppo oneroso per lo spagnolo. FISA e FOCA assicurarono comunque che, qualora una delle 30 vetture non si fosse presentata a correre, il suo posto sarebbe stato preso dallo spagnolo.
Giorgio Francia, ottenuta la Superlicenza, sostituì Piercarlo Ghinzani all'Osella. Francia aveva disputato in Formula 1 solo le prove del Gran Premio d'Italia 1977, con una Brabham, senza qualificarsi. Eliseo Salazar abbandonò la March, che così iscrisse il solo Derek Daly, e venne ingaggiato dall'Ensign, che non finalizzò l'accordo con Ricardo Zunino.
Al giovedì sera l'ATS non presentò, per un ritardo del manager, il documento di licenza necessario per poter partecipare alla gara. Il Real Automóvil Club de España (RACE) estromise la scuderia tedesca e al suo posto fece partecipare alla prove libere del venerdì la vettura di de Villota (che compì un solo giro prima che il motore esplodesse). Alle 13 del venerdì la FISA informò il RACE che, qualora de Villota avesse partecipato alle qualifiche, il gran premio avrebbe violato il Patto della Concordia e non sarebbe stato considerato valido per il campionato mondiale. Gli organizzatori spagnoli decisero così di escludere de Villota e riammettere l'ATS.

### Sponsor
La gara ottenne l'abbinamento con la casa automobilistica francese Talbot, che da inizio stagione supportava la scuderia Ligier. La John Player Special tornò come sponsor del Team Lotus.

## Qualifiche

### Resoconto
La mancanza di un elicottero di soccorso pronto in caso di emergenza rischiò di far saltare la prima giornata di prove, così come si paventò un nuovo sciopero dei meccanici, ancora in agitazione sulla scia dei tragici fatti del Gran Premio del Belgio.
Il migliore delle prove del venerdì fu l'australiano Alan Jones, che segnò 1'14"42; precedette il compagno di squadra Carlos Reutemann, distante di quattro decimi. La pista si presentava poco gommata e il grande caldo non agevolava il lavoro delle scuderie. Nelson Piquet, terzo nella classifica del campionato, chiuse solo al diciassettesimo posto. Beppe Gabbiani, dell'Osella, vide cancellati tutti i suoi tempi in quanto la sua vettura non venne considerata regolare.
Al sabato Jacques Laffite strappò la pole position, essendo l'unico pilota a scendere sotto il muro dell'1"14. Per il francese fu la settima partenza al palo in gara valida per il mondiale. Jones completò la prima fila mentre la seconda fila venne conquistata da Reutemann e Watson. Nelson Piquet risalì in nona posizione, mentre Gilles Villeneuve fu settimo.

### Risultati
I risultati delle qualifiche furono i seguenti:
| Pos | Nº | Pilota                | Costruttore              | Tempo    | Griglia |
| --- | -- | --------------------- | ------------------------ | -------- | ------- |
| 1   | 26 | Jacques Laffite       | Ligier-Matra             | 1'13"754 | 1       |
| 2   | 1  | Alan Jones            | Williams-Ford Cosworth   | 1'14"024 | 2       |
| 3   | 2  | Carlos Reutemann      | Williams-Ford Cosworth   | 1'14"342 | 3       |
| 4   | 7  | John Watson           | McLaren-Ford Cosworth    | 1'14"657 | 4       |
| 5   | 15 | Alain Prost           | Renault                  | 1'14"669 | 5       |
| 6   | 23 | Bruno Giacomelli      | Alfa Romeo               | 1'14"897 | 6       |
| 7   | 27 | Gilles Villeneuve     | Ferrari                  | 1'14"987 | 7       |
| 8   | 22 | Mario Andretti        | Alfa Romeo               | 1'15"159 | 8       |
| 9   | 5  | Nelson Piquet         | Brabham-Ford Cosworth    | 1'15"355 | 9       |
| 10  | 12 | Elio De Angelis       | Lotus-Ford Cosworth      | 1'15"399 | 10      |
| 11  | 11 | Nigel Mansell         | Lotus-Ford Cosworth      | 1'15"562 | 11      |
| 12  | 29 | Riccardo Patrese      | Arrows-Ford Cosworth     | 1'15"627 | 12      |
| 13  | 28 | Didier Pironi         | Ferrari                  | 1'15"715 | 13      |
| 14  | 8  | Andrea De Cesaris     | McLaren-Ford Cosworth    | 1'15"850 | 14      |
| 15  | 20 | Keke Rosberg          | Fittipaldi-Ford Cosworth | 1'15"924 | 15      |
| 16  | 33 | Patrick Tambay        | Theodore-Ford Cosworth   | 1'16"355 | 16      |
| 17  | 16 | René Arnoux           | Renault                  | 1'16"406 | 17      |
| 18  | 6  | Héctor Rebaque        | Brabham-Ford Cosworth    | 1'16"527 | 18      |
| 19  | 25 | Jean-Pierre Jabouille | Ligier-Matra             | 1'16"559 | 19      |
| 20  | 3  | Eddie Cheever         | Tyrrell-Ford Cosworth    | 1'16"641 | 20      |
| 21  | 21 | Chico Serra           | Fittipaldi-Ford Cosworth | 1'16"782 | 21      |
| 22  | 17 | Derek Daly            | March-Ford Cosworth      | 1'16"979 | 22      |
| 23  | 30 | Siegfried Stohr       | Arrows-Ford Cosworth     | 1'17"294 | 23      |
| 24  | 14 | Eliseo Salazar        | Ensign-Ford Cosworth     | 1'17"822 | 24      |
| NQ  | 4  | Michele Alboreto      | Tyrrell-Ford Cosworth    | 1'17"943 | NQ      |
| NQ  | 31 | Beppe Gabbiani        | Osella-Ford Cosworth     | 1'18"169 | NQ      |
| NQ  | 9  | Slim Borgudd          | ATS-Ford Cosworth        | 1'29"795 | NQ      |
| NQ  | 35 | Brian Henton          | Toleman-Hart             | 1'18"340 | NQ      |
| NQ  | 36 | Derek Warwick         | Toleman-Hart             | 1'18"872 | NQ      |
| NQ  | 32 | Giorgio Francia       | Osella-Ford Cosworth     | 1'19"586 | NQ      |

## Gara

### Resoconto
Jacques Laffite, che scattava dalla pole position, fece scivolare la frizione e partì a rilento: in testa andò così Alan Jones seguito da Carlos Reutemann, Gilles Villeneuve, Mario Andretti e Alain Prost. Il francese della Ligier, al termine del primo giro, era sprofondato all'undicesimo posto. Alla prima curva vi furono delle toccate che danneggiarono le vetture di Prost, Pironi e Patrese, che però poterono proseguire. All'inizio del secondo giro, al termine del lungo rettilineo, Villeneuve passò Reutemann.
Jones controllò la corsa fino al 14º giro, quando uscì di pista e cedette innumerevoli posizioni, ritrovandosi sedicesimo. In testa passò Gilles Villeneuve, seguito da Reutemann e Alain Prost, che aveva passato Andretti; chiudevano la zona dei punti Nelson Piquet John Watson. Al venticinquesimo giro Piquet tentò di passare Andretti, ma entrambi però finirono fuori pista e vennero così passati da Watson e Laffite, che conquistarono il quarto e quinto posto. Sesto era Piquet, che aveva comunque passato l'italoamericano dell'Alfa Romeo. Quattro giri dopo Prost, che era terzo, si ritirò per un testacoda. Al battistrada Gilles Villeneuve seguivano dunque Carlos Reutemann, John Watson, Jacques Laffite, Nelson Piquet ed Elio De Angelis (che aveva a sua volta passato Andretti).
La classifica per le prime posizioni rimase invariata fino al 44º giro, quando anche Nelson Piquet si ritirò per un incidente. Cinque giri dopo Jacques Laffite passò Watson e si pose all'inseguimento di Reutemann. Al 62º giro l'argentino venne sorpassato sia da Laffite che da Watson, sicché alle spalle di Villeneuve finì per crearsi un trenino composto da Laffite, Watson, Reutemann, De Angelis e Mansell (con quest'ultimo che finì per staccarsi).
La situazione era estremamente problematica per il canadese della Ferrari, seguito da quattro monoposto non sovralimentate e dunque complessivamente più veloci della sua in un circuito tortuoso come quello del Jarama. Villeneuve sfruttò la maggior potenza del proprio mezzo "allungando" sul rettilineo del traguardo, per poi resistere tenacemente nel misto. Dietro il "tappo" della Ferrari numero 27 il trenino degli inseguitori si fece sempre più stretto, ma Villeneuve non commise il minimo errore e vinse la sesta, e ultima, gara valida per il mondiale di Formula 1 della sua carriera. Il canadese precedette Laffite per 211 millesimi, poi Watson (a podio dopo due stagioni) mentre De Angelis, quinto, fu distanziato di un secondo e 231 millesimi. L'arrivo ricordò quello in volata del Gran Premio d'Italia 1971, con Peter Gethin davanti a altre quattro vetture racchiuse in sei decimi.
Grazie alle vittorie di Villeneuve, la Ferrari riuscì a raccogliere nel giro di due gran premi (Monaco e Spagna) più punti di quanti ne avesse ottenuti nei precedenti 19 (18 a 13). Il giorno dopo il Gran premio di spagna Enzo Ferrari disse:"In Spagna Gilles Villeneuve mi ha fatto rivivere la leggenda di Nuvolari". Questa fu ultima volta che la formula 1 corre sul circuito di Jarama e la formula 1 ritornerà in Spagna 5 anni dopo nel 1986 sul circuito di Jerez della Frontera.

### Risultati
I risultati del gran premio furono i seguenti:
| Pos | No | Pilota                | Costruttore              | Giri | Tempo/Ritiro     | Pos. Griglia | Punti |
| --- | -- | --------------------- | ------------------------ | ---- | ---------------- | ------------ | ----- |
| 1   | 27 | Gilles Villeneuve     | Ferrari                  | 80   | 1h46'35"01       | 7            | 9     |
| 2   | 26 | Jacques Laffite       | Ligier-Matra             | 80   | + 0"22           | 1            | 6     |
| 3   | 7  | John Watson           | McLaren-Ford Cosworth    | 80   | + 0"58           | 4            | 4     |
| 4   | 2  | Carlos Reutemann      | Williams-Ford Cosworth   | 80   | + 1"01           | 3            | 3     |
| 5   | 11 | Elio De Angelis       | Lotus-Ford Cosworth      | 80   | + 1"24           | 10           | 2     |
| 6   | 12 | Nigel Mansell         | Lotus-Ford Cosworth      | 80   | + 28"58          | 11           | 1     |
| 7   | 1  | Alan Jones            | Williams-Ford Cosworth   | 80   | + 56"58          | 2            |       |
| 8   | 22 | Mario Andretti        | Alfa Romeo               | 80   | + 1'00"80        | 8            |       |
| 9   | 16 | René Arnoux           | Renault                  | 80   | + 1'07"08        | 17           |       |
| 10  | 23 | Bruno Giacomelli      | Alfa Romeo               | 80   | + 1'13"65        | 6            |       |
| 11  | 21 | Chico Serra           | Fittipaldi-Ford Cosworth | 79   | + 1 giro         | 21           |       |
| 12  | 20 | Keke Rosberg          | Fittipaldi-Ford Cosworth | 78   | + 2 giri         | 15           |       |
| 13  | 33 | Patrick Tambay        | Theodore-Ford Cosworth   | 78   | + 2 giri         | 16           |       |
| 14  | 14 | Eliseo Salazar        | Ensign-Ford Cosworth     | 77   | + 3 giri         | 24           |       |
| 15  | 28 | Didier Pironi         | Ferrari                  | 76   | + 4 giri         | 13           |       |
| 16  | 17 | Derek Daly            | March-Ford Cosworth      | 75   | + 5 giri         | 22           |       |
| NC  | 3  | Eddie Cheever         | Tyrrell-Ford Cosworth    | 62   | Non classificato | 20           |       |
| Rit | 25 | Jean-Pierre Jabouille | Ligier-Matra             | 51   | Freni            | 19           |       |
| Rit | 6  | Héctor Rebaque        | Brabham-Ford Cosworth    | 46   | Cambio           | 18           |       |
| Rit | 30 | Siegfried Stohr       | Arrows-Ford Cosworth     | 43   | Iniezione        | 23           |       |
| Rit | 5  | Nelson Piquet         | Brabham-Ford Cosworth    | 43   | Incidente        | 9            |       |
| Rit | 15 | Alain Prost           | Renault                  | 28   | Testacoda        | 5            |       |
| Rit | 29 | Riccardo Patrese      | Arrows-Ford Cosworth     | 21   | Freni            | 12           |       |
| Rit | 8  | Andrea De Cesaris     | McLaren-Ford Cosworth    | 9    | Incidente        | 14           |       |
| NQ  | 4  | Michele Alboreto      | Tyrrell-Ford Cosworth    |      |                  |              |       |
| NQ  | 31 | Beppe Gabbiani        | Osella-Ford Cosworth     |      |                  |              |       |
| NQ  | 9  | Slim Borgudd          | ATS-Ford Cosworth        |      |                  |              |       |
| NQ  | 35 | Brian Henton          | Toleman-Hart             |      |                  |              |       |
| NQ  | 36 | Derek Warwick         | Toleman-Hart             |      |                  |              |       |
| NQ  | 32 | Giorgio Francia       | Osella-Ford Cosworth     |      |                  |              |       |
| ES  | 37 | Emilio de Villota     | Williams-Ford Cosworth   |      | Escluso          |              |       |

## Classifiche

### Piloti
| Pos. | Pilota            | Punti |
| ---- | ----------------- | ----- |
| 1    | Carlos Reutemann  | 37    |
| 2    | Alan Jones        | 24    |
| 3    | Nelson Piquet     | 22    |
| 4    | Gilles Villeneuve | 21    |
| 5    | Jacques Laffite   | 17    |
| 6    | Riccardo Patrese  | 10    |
| 7    | Elio De Angelis   | 7     |
| 8    | Nigel Mansell     | 5     |
| 9    | Didier Pironi     | 5     |
| =    | Eddie Cheever     | 5     |
| 11   | John Watson       | 4     |
| =    | Alain Prost       | 4     |
| 13   | Marc Surer        | 4     |
| 14   | Mario Andretti    | 3     |
| =    | Héctor Rebaque    | 3     |
| 16   | René Arnoux       | 2     |
| 17   | Patrick Tambay    | 1     |
| =    | Andrea De Cesaris | 1     |

### Costruttori
| Pos. | Team                   | Punti |
| ---- | ---------------------- | ----- |
| 1    | Williams-Ford Cosworth | 61    |
| 2    | Ferrari                | 26    |
| 3    | Brabham-Ford Cosworth  | 25    |
| 4    | Ligier-Matra           | 17    |
| 5    | Lotus-Ford Cosworth    | 12    |
| 6    | Arrows-Ford Cosworth   | 10    |
| 7    | Renault                | 6     |
| 8    | McLaren-Ford Cosworth  | 5     |
| 9    | Tyrrell-Ford Cosworth  | 5     |
| 10   | Ensign-Ford Cosworth   | 4     |
| 11   | Alfa Romeo             | 3     |
| 12   | Theodore-Ford Cosworth | 1     |